# Flagge Nordirlands

Union Jack

Die Saint Patrick’s Saltire steht für Irland im Vereinigten Königreich

Red Hand Flag of Ulster (Ulster Banner)

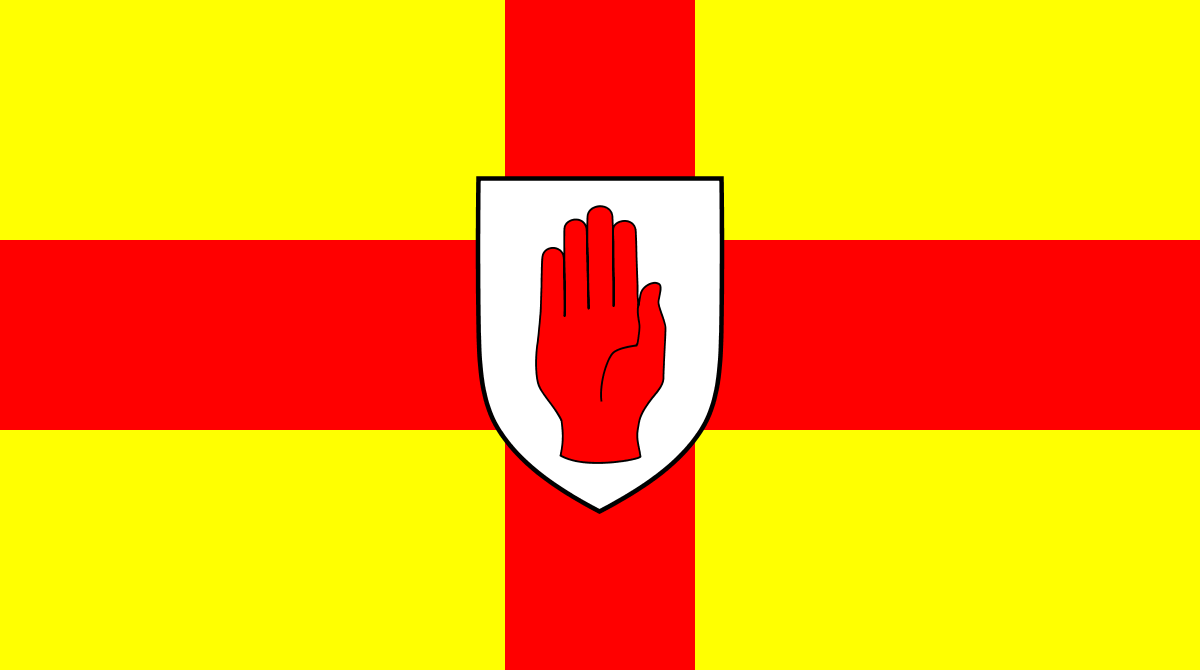
Historische Flagge von Ulster

Die Flagge Nordirlands ist der Union Jack, also diejenige Flagge, die das gesamte Vereinigte Königreich Großbritannien und Nordirland verwendet. Sie wird von den nordirischen Behörden verwendet. Damit gibt es offiziell keine eigene Flagge für den britischen Landesteil Nordirland, anders als im Fall von Schottland, Wales und England.
Die nordirische Regierung verwendete von 1953 bis 1973 eine eigene nordirische Flagge, den Ulster Banner. Nach der Abschaffung des nordirischen Parlaments und der nordirischen Regierung verlor diese Flagge jedoch ihren Status. Es ist allerdings weiterhin beliebt bei den Unionisten, die die Verbindung Nordirlands mit Großbritannien betonen.
Eine andere traditionelle Flagge, die für Irland steht, ist ferner der Saint Patrick’s Saltire mit dem Kreuz des Heiligen Patrick, des irischen Nationalheiligen. Sie ist auch im Union Jack enthalten und repräsentiert dort den irischen Landesteil. Man sieht sie manchmal beim Tag des Heiligen Patrick oder auch bei einigen königlichen Veranstaltungen.
„Nationalistische“ Iren in Nordirland verstehen sich in erster Linie als Iren und nicht als Briten. Sie bevorzugen die grün-weiß-orange Flagge der Republik Irland.

## Geschichte
Das Patrickskreuz, ein rotes Andreaskreuz auf weißem Untergrund, ist seit 1801 im Union Jack und verkörperte damals das gesamte Irland innerhalb des Vereinigten Königreichs als politisches Gebiet. Heute wird damit Nordirland repräsentiert. Patrick wird als Heiliger und als Schutzpatron für Irland verehrt.
Eine eigene Flagge, die „Red Hand Flag of Ulster“, und ein Wappen wurden 1924 für die in Ulster residierende nordirische Verwaltung gestiftet, nachdem sich der Irische Freistaat vom Vereinigten Königreich getrennt hatte. Diese Flagge besteht aus einem roten Georgskreuz auf weißem Feld (wie die englische Flagge) mit einem sechszackigen Stern in der Mitte. Im Stern befindet sich eine rote Hand, über dem Stern eine Krone. Diese Flagge basiert auf der traditionellen Flagge der Provinz Ulster. Deren Hintergrund war allerdings nicht weiß, sondern gelb; die rote Hand befand sich auf einem weißen Schild in der Mitte.
Von 1953 bis zur Aufhebung der nordirischen Selbstverwaltung 1972 wurde in Nordirland die „Red Hand Flag of Ulster“ auch als offizielle Landesflagge verwendet. Da die „Red Hand Flag of Ulster“ mit den Unionisten in Verbindung gebracht wird, ist es wenig wahrscheinlich, dass sie wieder eingeführt wird, obwohl sie bei Spielen der nordirischen Fußballnationalmannschaft und den Commonwealth Games gehisst wird. Beispiele sind die Fußball-Europameisterschaft 2016 und eine £2-Sonderprägung der Royal Mint anlässlich der Commonwealth Games 2002.
Irische Nationalisten und Republikaner wiederum verwenden die Flagge Irlands. Sie betrachten Nordirland nicht als separate politische Einheit und sehen daher keinen Grund für eine eigene Flagge.